# 1941 في فلسطين الانتدابية
أحداث عام 1941 في الانتداب البريطاني على فلسطين.

## أصحاب المناصب
- المفوضية السامية-السير هارولد ماكمايكل.
- إمارة شرق الأردن - عبد الله بن الحسين.
- رئيس وزراء شرق الأردن- توفيق أبو الهدى.

## الأحداث
- 15 مايو - تأسيس البلماح.[1]
- 14 تموز / يوليو- الحرب العالمية الثانية: توقيع هدنة القديس جان داكري (المعروفة أيضًا باسم "اتفاقية عكا") في "ثكنات سيدني سميث" في ضواحي مدينة عكا، منهيةً غزو الحلفاء لدولة عكا. فيشي التي تسيطر عليها فرنسا في سوريا ولبنان.[2]
- 2 تشرين الثاني (نوفمبر) - إنشاء كيبوتس رمات هاشوفيت.[3]

## المواليد
- 24 كانون الثاني (يناير)- دانيال شيختمان ، عالم الفيزياء الإسرائيلي والحائز على جائزة نوبل في الفيزياء.
- 25 كانون الثاني (يناير)- يعقوب شيفي، سياسي إسرائيلي.
- 11 شباط (فبراير): أفراهام هيرشسون سياسي إسرائيلي (توفي عام 2022).
- 13 آذار - محمود درويش شاعر وكاتب نثر عربي فلسطيني (توفي 2008).
- 1 نيسان - جدعون غادوت، صحفي إسرائيلي (توفي عام 2012).
- 1 نيسان- مايكل ديزر، مطور عقارات إسرائيلي أمريكي.
- 5 نيسان/أبريل: إلياهو باكشي دورون الحاخام الإسرائيلي وريشون لتسيون (توفي عام 2020).
- 8 نيسان- يعقوب شاهار، رجل الأعمال الإسرائيلي.
- 20 نيسان/أبريل- أيالا بروكاتشيا، قاضية إسرائيلية، قاضية في المحكمة العليا الإسرائيلية.
- 22 نيسان/أبريل- أمير بنولي، عالم الكمبيوتر الإسرائيلي والفائز بجائزة تورينغ (توفي عام 2009).
- 13 يونيو- استير عوفريم مغنية شعبية إسرائيلية.
- 7 تموز/يوليو- يسرائيل بولياكوف، مغني وممثل وفنان إسرائيلي (توفي عام 2007).
- 13 يوليو- إيهود مانور، كاتب أغاني ومترجم وشخصية إذاعية وتلفزيونية إسرائيلية (توفي عام 2005).
- 19 آب- غابرييلا شاليف، فقهية ودبلوماسية إسرائيلية.
- 10 أكتوبر - ممثلة إسرائيلية حنان جولدبلت
- 24 تشرين الثاني (نوفمبر) - جويل موسى، عالم رياضيات أمريكي إسرائيلي وعالم كمبيوتر وأستاذ في معهد ماساتشوستس للتكنولوجيا (توفي عام 2022).
- التاريخ الكامل غير معروف
  - إيتان أفيتسور- الملحن والقائد الموسيقي الإسرائيلي.
  - زئيف هرتسوغ- عالم آثار إسرائيلي.

## الوفيات
- 20 مايو - تُوفي ديفيد رازيل (مواليد 1910)، يهودي فلسطيني روسي المولد، مقاتل في الحركة السرية اليهودية وأحد مؤسسي منظمة الإرجون.
- 2 أكتوبر- تُوفي مناحيم أوسيشكين (مواليد 1863)، يهودي فلسطيني روسي المولد، زعيم صهيوني بارز ورئيس الصندوق القومي اليهودي.